# 水豐線
水豐線（朝鲜语：／ Sup'ung sŏn */?）是朝鮮民主主義人民共和國的一條鐵道線路，站點為平安北道的富丰站到水豐站。

## 路线概况
- 距离：2.5km
- 车站数：2
- 轨距：1435mm
- 电气化区间：直流3kV
- 复线区间：无